# 米歇尔·安德鲁斯
米歇尔·安德鲁斯（英語：Michelle Andrews，1971年11月19日—），澳大利亚女子曲棍球运动员。她曾代表澳大利亚国家队参加1996年夏季奥林匹克运动会曲棍球比赛，获得一枚金牌。